# Барьяктарович, Соня
Соня Барьяктарович (черног. Соња Барјактаровић / Sonja Barjaktarović; род. 11 сентября 1986, Иванград) — черногорская гандболистка, вратарь. Серебряный призёр Олимпийских игр 2012 года, чемпионка Европы 2012 года в составе сборной Черногории.

## Карьера

### Клубная
Ранее выступала за черногорские клубы «Беране» и «Подгорица», в составе последнего клуба становилась неоднократной чемпионкой страны, в 2006 и 2010 выигрывала Кубок обладателей кубков, в 2012 году Лигу чемпионов. В 2012 году накануне Олимпиады перешла в российский клуб «Ростов-Дон», продлила в апреле 2013 года контракт с клубом. 5 мая 2013 года в составе «Ростов-Дона» стала обладательницей Кубка России имени Натальи Анисимовой, в 2015 году завоевала титулы чемпионки России и обладательницы Кубка России.
В 2015 году Соня уехала в Турцию, где играла сначала за команду «Бурса» из Османгазы, а потом перешла в «Кастамону».

### В сборной
В сборной провела 96 игр. Выступала на чемпионате мира 2011 года. Серебряный призёр Олимпийских игр 2012 года, чемпион Европы 2012 года.
В составе юниорской сборной Сербии и Черногории принимала участие в чемпионате мира 2005 года (6-е место).